# Powerlifting ai XVI Giochi paralimpici estivi - 61 kg femminile
Le gare di powerlifting della categoria fino a 61 kg femminile ai XVI Giochi paralimpici estivi si sono svolte il 28 agosto 2021 presso il Tokyo International Forum.
La vincitrice è stata Amalia Pérez.

## Risultati
| Pos. | Atleta                | Peso (kg) | Sollevamenti (kg) | Sollevamenti (kg) | Sollevamenti (kg) | Sollevamenti (kg) | Risultato (kg) |
| Pos. | Atleta                | Peso (kg) | 1                 | 2                 | 3                 | 4                 | Risultato (kg) |
| ---- | --------------------- | --------- | ----------------- | ----------------- | ----------------- | ----------------- | -------------- |
|      | Amalia Pérez          | 58,86     | 125               | 126               | 131               | –                 | 131            |
|      | Ruza Kuzieva          | 58,35     | 126               | 126               | 130               | –                 | 130            |
|      | Lucy Ejike            | 60,24     | 130               | 135               | 135               | –                 | 130            |
| 4    | Fatma Korany          | 59,42     | 116               | 119               | 127               | –                 | 127            |
| 5    | Rayisa Toporkova      | 59,05     | 110               | 116               | 119               | –                 | 110            |
| 6    | Fatema Alhasan        | 60,57     | 92                | 96                | 97                | –                 | 97             |
| 7    | Lin Ya-hsuan          | 60,05     | 73                | 78                | 81                | –                 | 78             |
| –    | Yasemin Ceylan Baydar | 60,84     | 112               | 112               | 120               | –                 | –              |
| –    | Somkhoun Anon         | 57,28     | 85                | 87                | 90                | –                 | –              |